# Corpse Husband
Corpse Husband, fréquemment abrégé en Corpse avec une stylisation en majuscules, né le 8 août 1997 à San Diego, en Californie, est un vidéaste web et musicien américain. Il est principalement reconnu pour sa musique et son travail « anonyme » sur la plateforme YouTube. Corpse s'est fait connaître grâce à ses récits d'histoires d'horreur ainsi que pour son contenu lié au jeu vidéo Among Us. Sa voix grave et distinctive lui a également valu une reconnaissance significative.

## Carrière
En 2015, Corpse fonde sa carrière sur YouTube en racontant des histoires d'horreur sur sa chaîne, une pratique qu'il a poursuivie jusqu'en 2020,. Il fait ses débuts musicaux en 2016 en collaborant sur le single Grim Grinning Ghost avec le groupe The Living Tombstone et l'artiste CrusherP.
En juin 2020, Corpse publie son tout premier single Miss You!, qui atteint la 31e place du classement Hot Rock & Alternative Songs. Son single suivant, White Tee, sorti le même mois, a quant à lui atteint la 32e place du même classement. En septembre 2020, Corpse commence à diffuser et à créer du contenu sur le jeu vidéo Among Us, ce qui lui a valu une reconnaissance considérable, sa chaîne YouTube compte en décembre 2023 plus de 323 millions de vues et plus de 7 millions d'abonnés. Il joue avec plusieurs streamers notables, des Youtubeurs et des célébrités dans ces vidéos, dont PewDiePie, JackSepticEye, Michael Reeves, Disguised Toast, Lily Pichu, Pokimane, Sykkuno, Valkyrae, Bretman Rock et James Charles.
Au cours du même mois, il sort le single E-Girls Are Ruining My Life!, avec la participation du rappeur Savage Ga$p. Cette chanson a rencontré un vaste succès commercial en 2020, se classant 28e en Bulgarie, 90e à l'UK Singles Chart, et 24e dans le classement Bubbling Under Hot 100 du Billboard,. Elle a également dépassé les 100 millions de streams sur Spotify et a occupé la deuxième place dans le classement Viral 50 songs de Spotify,. En 2022, elle devient sa première chanson à être certifiée platine par la Recording Industry Association of America .
En octobre 2020, Corpse collabore avec les représentantes américaines Alexandria Ocasio-Cortez et Ilhan Omar, ainsi que d'autres streamers, tels que Disguised Toast, Cr1TiKaL et Pokimane, pour une session de Among Us dans le cadre d'une initiative visant à encourager la participation électorale lors de l'élection présidentielle américaine de 2020 ,,. Au cours du même mois, il publie le single Agoraphobic, qui a fait ses débuts à la 21e place du classement Hot Rock & Alternative Songs quatre mois plus tard.
En mars 2021, Corpse est featured dans la chanson DayWalker de Machine Gun Kelly. Le 18 mars 2021, un clip vidéo de la chanson est publié, mettant en vedette sa collègue Youtubeuse et streameuse Valkyrae dans le rôle de Corpse. Cette chanson a marqué la première apparition de Corpse dans le classement Billboard Hot 100, se positionnant à la 88e place, et a également atteint la deuxième place du UK Singles Chart .
En avril 2021, Corpse participe à une diffusion caritative d'une heure de Among Us sur le Tonight Show avec Jimmy Fallon, aux côtés des membres de The Roots, des collègues streamers Valkyrae et Sykkuno, ainsi que des acteurs de Stranger Things, Gaten Matarazzo et Noah Schnapp. Les recettes de cette diffusion ont été versées à Feeding America (une association d'aide alimentaire aux États-Unis).
En septembre 2021, Corpse a publié un single intitulé Hot Demon B!tches Near U!!! en collaboration avec Night Lovell,.
En février 2022, Funimation annonce le premier rôle de doublage anglais de Corpse dans le rôle d'Ōjirō Ōtori dans l'adaptation animée de Tribe Nine de Kazutaka Kodaka,.

## Vie privée
Corpse souffre de maladies telles que la fibromyalgie, le syndrome de défilé thoracique et le reflux gastro-œsophagien, ce dernier ayant partiellement contribué à rendre sa voix plus grave,. Il a également mentionné qu'il porte fréquemment un cache-œil en raison de la fatigue causée par la lumière bleue des écrans ,.

## Filmographie

### Télévision
| Année | Série      | Rôle        | Notes                   | Ref    |
| ----- | ---------- | ----------- | ----------------------- | ------ |
| 2022  | Tribe Nine | Ōjirō Ōtori | Voix ; doublage anglais | [ 23 ] |

## Discographie

### Singles

#### En tant qu'artiste principal
| Titre | Année | Positions maximales dans les classements | Positions maximales dans les classements | Positions maximales dans les classements | Positions maximales dans les classements | Positions maximales dans les classements | Positions maximales dans les classements | Positions maximales dans les classements | Certifications   |
| Titre | Année | US Bub. ,                                | US Rock/Alt                              | BUL                                      | LTU                                      | NZ Hot                                   | UK Singles Chart                         | Billbord Global 200                      | Certifications   |
| --- | ----- | ---------------------------------------- | ---------------------------------------- | ---------------------------------------- | ---------------------------------------- | ---------------------------------------- | ---------------------------------------- | ---------------------------------------- | ---------------- |
| Miss You!                                                                                                   | 2020  | —                                        | 31                                       | —                                        | —                                        | —                                        | —                                        | —                                        | - RIAA: Gold     |
| Cat Girls Are Ruining My Life!                                                                              | 2020  | —                                        | —                                        | —                                        | —                                        | —                                        | —                                        | —                                        |                  |
| Cabin Fever                                                                                                 | 2020  | —                                        | —                                        | —                                        | —                                        | —                                        | —                                        | —                                        |                  |
| Never Satisfied                                                                                             | 2020  | —                                        | —                                        | —                                        | —                                        | —                                        | —                                        | —                                        |                  |
| White Tee                                                                                                   | 2020  | —                                        | 32                                       | —                                        | —                                        | —                                        | —                                        | —                                        |                  |
| E-Girls Are Ruining My Life! (featuring Savage Ga$p)                                                        | 2020  | 24                                       | —                                        | 28                                       | —                                        | —                                        | 90                                       | —                                        | - RIAA: Platinum |
| Agoraphobic                                                                                                 | 2020  | —                                        | 21                                       | —                                        | —                                        | —                                        | —                                        | —                                        |                  |
| Hot Demon B!tches Near U! (with Night Lovell)                                                               | 2021  | 13                                       | —                                        | —                                        | 38                                       | —                                        | 86                                       | 195                                      | RIAA: Gold       |
| Poltergeist! (with OmenXIII)                                                                                | 2022  | —                                        | 20                                       | —                                        | —                                        | 4                                        | —                                        | —                                        |                  |
| Fuk U Lol                                                                                                   | 2022  | —                                        | 35                                       | —                                        | —                                        | 6                                        | —                                        | —                                        |                  |
| Life Waster                                                                                                 | 2022  | —                                        | —                                        | —                                        | —                                        | 16                                       | —                                        | —                                        |                  |
| Misa Misa! (with Scarlxrd and Kordhell)                                                                     | 2022  | —                                        | 26                                       | —                                        | —                                        | —                                        | —                                        | —                                        |                  |
| Like Yxu Wxuld Knxw (Autumn Trees) (with Scarlxrd and Kordhell)                                             | 2022  | —                                        | —                                        | —                                        | —                                        | —                                        | —                                        | —                                        |                  |
| Code Mistake (with Bring Me the Horizon)                                                                    | 2023  | —                                        | 35                                       | —                                        | —                                        | 13                                       | —                                        | —                                        |                  |
| - indique une musique qui n'a pas figuré dans les classements ou qui n'a pas été publié dans ce territoire. |       |                                          |                                          |                                          |                                          |                                          |                                          |                                          |                  |

#### En tant qu'artiste featured
| Titre | Année | Positions maximales dans les classements | Positions maximales dans les classements | Positions maximales dans les classements | Positions maximales dans les classements | Positions maximales dans les classements | Positions maximales dans les classements | Positions maximales dans les classements |
| Titre | Année | US                                       | US Rock/Alt                              | Canada Hot 100                           | Irish Singles Chart                      | Official New-Zealand Music Chart         | UK Singles Chart                         | Billbord Global 200                      |
| --- | ----- | ---------------------------------------- | ---------------------------------------- | ---------------------------------------- | ---------------------------------------- | ---------------------------------------- | ---------------------------------------- | ---------------------------------------- |
| Grim Grinning Ghost (The Living Tombstone featuring Corpse & Crusher P)                                     | 2016  | —                                        | —                                        | —                                        | —                                        | —                                        | —                                        | —                                        |
| DayWalker (Machine Gun Kelly featuring Corpse)                                                              | 2021  | 88                                       | 8                                        | 62                                       | 70                                       | 9                                        | 53                                       | 170                                      |
| - indique une musique qui n'a pas figuré dans les classements ou qui n'a pas été publié dans ce territoire. |       |                                          |                                          |                                          |                                          |                                          |                                          |                                          |